# Matías Jadue
Matías Jadue (* 16. Mai 1992 in Santiago de Chile), mit vollständigen Namen Matías Nicolás Jadue González, ist ein chilenisch-palästinensischer Fußballspieler. 

## Karriere

### Verein
Matías Jadue erlernte das Fußballspielen in der Jugendmannschaft von CD Universidad Católica. Hier unterschrieb er 2010 auch seinen ersten Vertrag. Der Verein aus San Carlos de Apoquindo spielte in der höchsten chilenischen Liga, der Primera División. 2010 feierte er mit dem Verein die chilenische Meisterschaft. 2011 gewann er mit dem Verein die Copa Chile. Das Endspiel gewann man im Elfmeterschießen gegen Deportes Magallanes. Von Anfang 2012 bis Mitte 2013 wurde er an den Ligakonkurrenten Deportes La Serena nach La Serena ausgeliehen. Im Anschluss wurde er an den Erstligisten CD Antofagasta sowie an den Zweitligisten Deportes Santa Cruz ausgeliehen. 2016 zog es ihn nach Malaysia. Hier unterschrieb er einen Vertrag beim PKNS FC. Der Klub aus Petaling Jaya spielte in der ersten Liga des Landes, der Malaysia Super League. 2016 wurde er mit PKNS Vizemeister und stand im Finale des Malaysia FA Cup. Das Endspiel verlor man gegen Johor Darul Ta’zim FC mit 2:1. Mitte 2017 ging er nach Thailand. Hier stand er die Rückserie beim Erstligaaufsteiger Port FC unter Vertrag. Der Bangkoker Verein spielte in der höchsten thailändischen Liga, der Thai League. Anfang 2018 nahm ihn der thailändische Zweitligist Krabi FC unter Vertrag. Nach Hinserie wurde sein Vertrag aufgelöst. Im Juni 2018 wurde er von Hồ Chí Minh City FC verpflichtet. Der Verein aus Kambodscha spielte in der ersten Liga, der V.League 1. 2019 feierte er mit Hồ Chí Minh City die Vizemeisterschaft. Von Anfang 2020 bis Oktober 2020 war er vertrags- und vereinslos. Ende Oktober 2020 schloss er sich dem chilenischen Verein Rangers de Talca an. Der Verein aus Talca spielte in der zweiten chilenischen Liga, der Primera B de Chile. Für Talca absolvierte er zwei Spiele. Am 25. November 2020 wurde der Vertrag wieder aufgelöst. Bis Anfang September 2021 war er wieder vertrags- und vereinslos. Am 10. September 2021 nahm ihn der Erstligist Everton de Viña del Mar unter Vertrag. Doch schon fünf Monate später wechselte er weiter zu CD Suchitepéquez in die zweitklassige Primera División de Ascenso nach Guatemala.

### Nationalmannschaft
Matías Jadue spielte zehnmal für die chilenische U15- und vierzehnmal für die chilenische U17-Nationalmannschaft. Von 2015 bis 2017 spielte er siebenmal für die Nationalmannschaft von Palästina.

## Erfolge
CD Universidad Católica
- Primera División: 2010
- Copa Chile: 2011

PKNS FC
- Malaysia Super League: 2016 (Vizemeister)
- Malaysia FA Cup: 2016 (Finalist)

Hồ Chí Minh City FC
- V.League 1: 2019 (Vizemeister)